# Lewie Coyle
Lewie Coyle, född den 15 oktober 1995 i Kingston upon Hull, är en engelsk fotbollsspelare (högerback) som spelar för Hull City. Han har tidigare spelat för bland annat Leeds United och Fleetwood Town.

## Klubblagskarriär

### Leeds United
Coyle är en produkt av Leeds Uniteds fotbollsakademi och var lagkapten i U21-laget. Han skrev på ett ettårigt proffskontrakt med klubben sommaren 2015, och redan den 17 november samma år förlängdes kontraktet till 2018. Coyle debuterade i a-laget den 27 december 2015 mot Nottingham Forest. Han spelade i elva serie- och två cupmatcher under sin debutsäsong. Säsongen därpå, 2016/17, spelade han i tio matcher, varav fyra i serien. Coyle spelade sammanlagt 23 matcher för Leeds United, varav den sista visade sig bli säsongsfinalen 2016/2017 mot Wigan Athletic.

#### Fleetwood Town (lån)
Den 4 juli 2017 skrev Coyle på ett nytt treårskontrakt med Leeds United. Samtidigt meddelades att han skulle gå på ett säsongslångt lån till Fleetwood Town i tredjedivisionen League One, vars manager Uwe Rösler tidigare tränade Coyle i Leeds. Han blev helt ordinarie i laget och spelade 42 seriematcher under säsongen, varav 41 från start.
Den 27 juni 2018 återvände Coyle till Fleetwood för ytterligare ett lån, denna gång på sex månader, fram till den 6 januari 2019. Fleetwoods nye manager Joey Barton använde Coyle i samtliga seriematcher under låneperioden utom en. Den 7 januari 2019 meddelades att serieledande Leeds valt att inte ta hem spelaren, och hans lån med Fleetwood förlängdes till säsongsslutet. Coyle medgav att han var osäker på sin framtid i Leeds efter beskedet.
Den 5 juli 2019 gick Coyle för tredje sommaren i rad på lån till Fleetwood Town, inledningsvis till januari 2020.

### Fleetwood Town
Den 10 januari 2020 värvades Coyle till sist på permanent basis av Fleetwood Town. Han hade då redan spelat mer än 120 matcher för klubben under sina upprepade lån.

### Hull City
Den 7 augusti 2020 värvades Coyle av Hull City, där han skrev på ett treårskontrakt.